# Concavenator
Concavenator é um gênero de dinossauro terópode que contava com cerca de 4 metros de comprimento e que teria vivido há cerca de 130 milhões de anos. A sua espécie-tipo é o Concavenator corcovatus.
Esse gênero possui duas características notáveis: a primeira é a presença de uma barbatana óssea similar a uma corcova ou barbatana de tubarão, daí o nome "corcovatus". A segunda é a presença de bulbos foliculares similares a primeira fase de desenvolvimento das penas nos membros superiores. Essa segunda característica leva a se acreditar, com outras evidências, que a presença de penas, ao menos as mais primitivas, é uma característica basal nos dinossauros carnívoros.

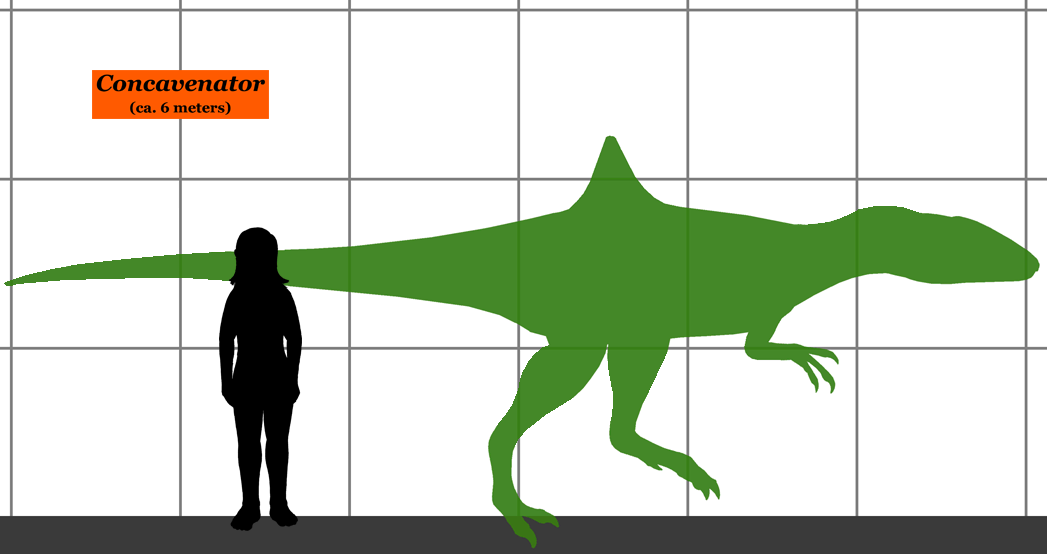
A comparação do tamanho do Concavenator com o tamanho de um humano.